# 道の駅農匠の郷やくの
道の駅農匠の郷やくの（みちのえき のうしょうのさとやくの）は、京都府福知山市夜久野町平野にある国道9号の道の駅である。

## 概要
1999年（平成11年）、当時の夜久野町が宿泊施設「夜久野荘」に夜久野高原温泉などを加え開業。2002年（平成14年）8月13日に道の駅として登録された。東京ドーム3個分に相当する約14万平方メートルの敷地に、売店、レストラン、宿泊施設、日帰り入浴施設など合計11施設が点在している。
北近畿豊岡自動車道の開通に伴い国道9号の通行量が減少、これにより来場者数は2002年度（平成14年度）の約30万人をピークに2019年度（平成31年・令和元年度）は約12万5千人までに減少した。また、施設も福知山市の直営、指定管理者の運営、民営など運営形態が混在すること、施設が老朽化していることから、福知山市の行政改革の一環で施設の休止や民間への貸付など運営形態の見直しが実施されている。
2021年（令和3年）4月1日より、やくの高原市、やくの花あずき館など一部の施設は継続して営業している。

## 施設

### 現在の施設
- 駐車場
  - 普通車：170台[4]
  - 大型車：5台[4]
  - 身障者用：3台[4]
- トイレ（いずれも24時間利用可能）
  - 男性：6器（大 2器、小 4器）
  - 女性：5器
  - 身障者用：1器
- やくの高原市[2]（農産物直売所、9:30 - 17:00）[4]
- やくの花あずき館[2]（和菓子販売店、10:00 - 17:00）[4]
- やくの木と漆の館[2]（漆器の展示販売・体験施設、10:00 - 17:00）
- 夜久野町化石・郷土資料館[2]（13:00 - 17:00、年末年始を除く土曜日・日曜日・祝日のみ開館）

### 過去の施設
特記のない施設は、2021年（令和3年）4月1日より休館中となっている。福知山市は休館中の施設を一時的に無償で貸し出す「トライアル・サウンディング」を2021年度（令和3年度）より実施しているが、再開の予定は未定である。
- やくの本陣（レストラン）[2]
- 夜久野マルシェ（同上）[2] - 2019年（令和元年）9月25日に閉店。
- 夜久野高原ほっこり館（日帰り入浴施設）[2]
- 夜久野荘（宿泊施設）[2]
- やくの一道庵（公共茶室）[2]
- やくのベゴニア園（植物園）[2]

## 休館日
- やくの高原市：第3水曜日（祝日の場合は翌日）・年末年始[4]
- やくの花あずき館：土曜日・日曜日（年末年始を除く祝日は営業）[4]
- やくの木と漆の館：毎週水曜日（祝日の場合は翌日）・年末年始
- 夜久野町化石・郷土資料館：平日・年末年始

## アクセス
- 国道9号 - 登録路線

自動車
- E72 北近畿豊岡自動車道 山東ICより約10分。
- E27 舞鶴若狭自動車道 福知山ICより約40分。

公共交通機関
- 西日本旅客鉄道（JR西日本）山陰本線 上夜久野駅より徒歩約7分。